# Tina Knowles
Célestine Ann "Tina" Knowles (nhũ danh Beyoncé; sinh ngày 4 tháng 1 năm 1954) là một nhà thiết kế thời trang người Mỹ. Bà được biết đến với nhãn hiệu thời trang riêng của bà là House of Deréon.
Bà đồng thời cũng được biết đến là mẹ của hai ca sĩ Beyoncé Knowles và Solange Knowles, và là vợ của Mathew Knowles, người quản lý nhóm nhạc Destiny's Child và sau đó là Beyoncé đến năm 2011.

## Tiểu sử

### 1954-2006: Cuộc đời và khởi nghiệp
Bà được sinh ra tại Galveston, Texas, con gái của Agnès (nhũ danh DeRouen) và Lumis Albert Beyincé, thuộc dòng dõi của Creole (người Mỹ gốc Phi, người Mỹ bản xứ, người Pháp). Bà lớn lên và kết hôn với Mathew Knowles, và có hai cô con gái là Beyoncé Knowles và Solange Knowles. Cô con gái của bà, Beyoncé đã cùng các thành viên khác thành lập nhóm nhạc Destiny's Child. Vì ngân sách hạn hẹp nên trong một vài ngày đầu sự nghiệp, nhóm đã phải mặc những bộ trang phục do bà thiết kế. Khi nhóm đã nổi tiếng và gặt hái nhiều thành công, nhóm đã có cơ hội để có thể thâm nhập vào những hãng thời trang khác, vì vậy việc thiết kế của bà khá ít.

### 2006-nay: Thành công trong sự nghiệp

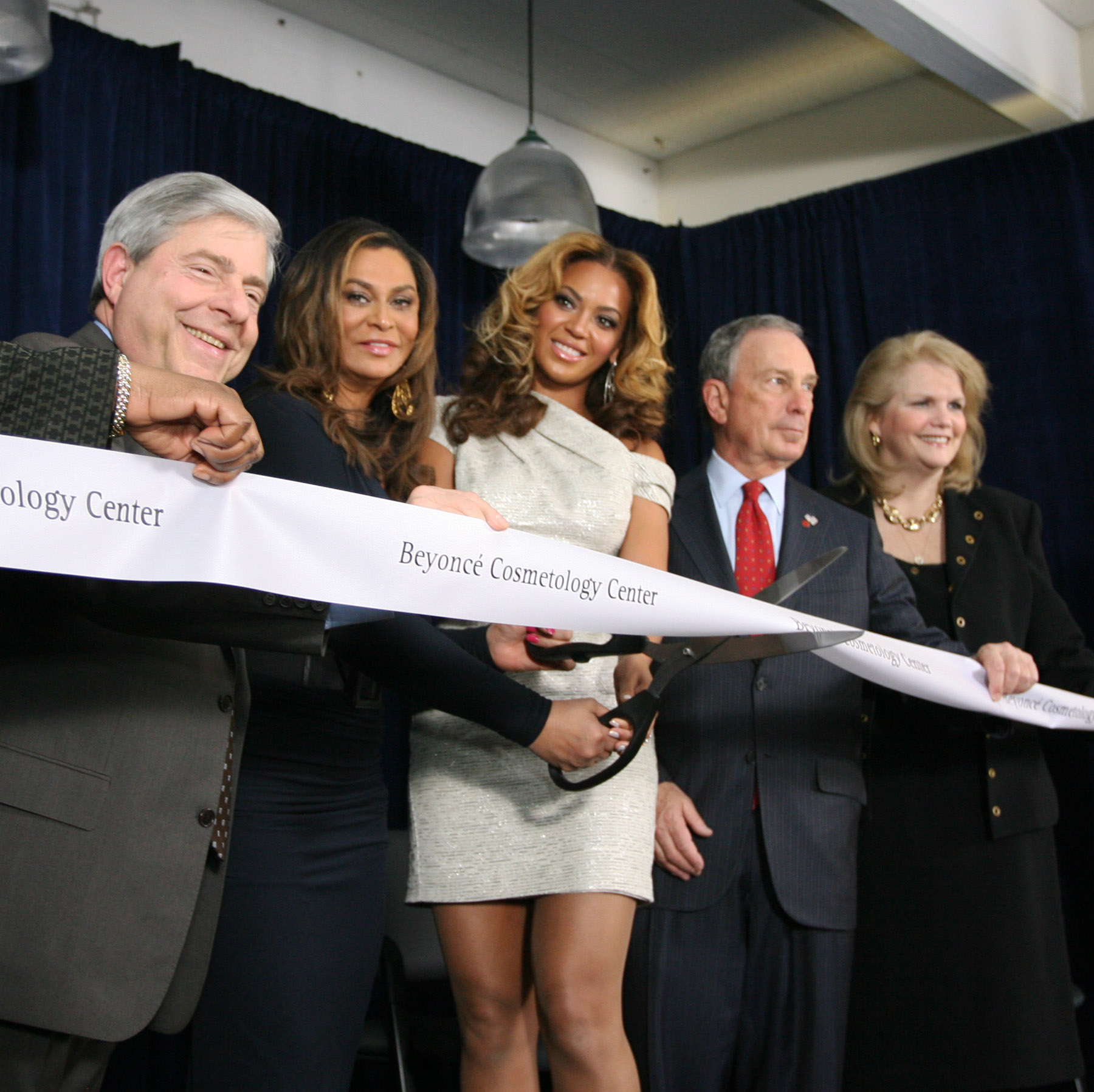
Tina và Beyoncé trong lễ khai trương Headliners Hair Salon

Lấy cảm hứng từ mẹ bà, Agnéz Deréon, bà và Beyoncé đã quyết định tạo dựng lên thương hiệu thời trang riêng của mình mang tên House of Deréon. Dòng thời trang này chủ yếu mang ý tưởng về nền thời trang hip-hop thập niên 1970 và những bộ trang phục mà mẹ bà thiết kế vào những năm 1940.
Solange và Beyoncé đều xuất hiện trong những bức ảnh chụp quảng bá cho thưởng hiệu House of Deréon. Knowles cùng bà mở một tiệm làm đẹp mang tên Headliners Hair Salon ở Houston, Texas. Tina và Beyoncé đã tuyển chọn người mẫu cho quảng cáo của dòn thời trang này và cả hai đều xuất hiện chung trong quảng cáo của chiến dịch 'Got Milk?'. Sau đó, Knowles đã có thêm một dòng thời trang mới có tên gọi là 'Miss Tina' và trình chiếu độc quyền trên Home Shopping Network (HSN).

### Đời sống riêng tư
Vào ngày 11 tháng 11 năm 2009, Tina Knowles đã ký giấy ly hôn với chồng của mình là Mathew Knowles, và đã bị bãi bỏ khi hai bên không xuất hiện ở tòa án năm 2010. Cô đồng thời cũng có cháu nội là con của Solange tên Julez.